# Husarerna
Husarerna (franska: Les Hussards) var en löst sammanhållen grupp inom fransk litteratur på 1950- och 1960-talen. De centrala gestalterna var Roger Nimier, Jacques Laurent, Antoine Blondin och Michel Déon. Bakom dessa stod en äldre generation företrädd av Paul Morand och Jacques Chardonne. Husarernas litteratur var en reaktion emot den vänsterpolitiska attityd som personifierades av Jean-Paul Sartre och hans tidskrift Les Temps Modernes. Husarerna knöt i stället an till en berättartradition företrädd av Stendhal, där elegant prosa och kraftfulla historier stod i centrum.
Ordet husarerna är taget från Nimiers roman Le Hussard bleu ("den blå husaren"), utgiven 1950. Det myntades som namn på rörelsen i Les Temps Modernes, när journalisten Bernard Frank i december 1952 publicerade artikeln Grognards & Hussards (ungefär "griniga veteraner och husarer"). Frank menade att den äldre generationens "grognards" hade ersatts av "hussards" – en "grupp unga författare som, för enkelhetens skull, jag ska kalla fascister".
Rörelsen fanns aldrig i organiserad form och flera av författarna har förnekat att den någonsin existerade. Bland övriga som förknippats med begreppet finns Kléber Haedens, Geneviève Dormann, Stephen Hecquet, Roland Laudenbach och Félicien Marceau.